# Georg Renatus Solta
Georg Renatus Solta (18 abril de 1915, Viena - 2 de maig de 2005) va ser un indoeuropeista austríac especialitzat en lingüística balcànica.

## Vida i carrera
Nascut a Viena, Georg Renatus Solta va passar els seus anys escolars a Linz. El 13 de juny 1934 va acabar els seus estudis secundaris amb un examen qualificat amb distinció. A la tardor de 1934 va començar els seus estudis a la Facultat de Filosofia de la Universitat de Viena. A més de la lingüística indoeuropea comparativa, també va estudiar filologia clàssica i romànica. El 1938, abans de completar el seu doctorat, va començar la seva carrera acadèmica com a bibliotecari a l'Institut d'Estudis Indoeuropeus. Des de l'1 de juliol de 1940 va assumir la funció d'un assistent.
Per a la seva futura carrera acadèmica van ser molt importants els professors Paul Kretschmer, William Havers i Albin Lesky. El tema de la seva tesi va ser un estudi dels topònims antics italians. El 20 de juliol de 1939 va rebre el seu doctorat de filosofia. Un altre mestre i mentor molt important va ser Norbert Jokl, que va ser assassinat el juny de 1942.
Després d'una interrupció a causa d'una malaltia Solta podria continuar la seva carrera el 1949 com a ajudant de càtedra. Coincidint amb la seva habilitació el 1953 va establir la posició de l'armeni dins de les llengües indoeuropeesi. El 1955 es va convertir en assistent de l'Institut d'Estudis Indoeuropeus. El 1967 va ser nomenat professor associat i finalment el 1973 es va convertir en catedràtic de Lingüística Indoeuropea.
El 1984 va ser triat membre corresponent de la classe-filosòfica històrica de l'Acadèmia de Ciències d'Àustria. Solta, amb el reconeixement unànime dels seus col·legues i estudiants per la seva humilitat i integritat personal, va morir el 2 de maig del 2005.

## Obres
- 1939, Altitalische Ortsnamenstudien, Viena (Dissertació, en alemany)
- 1953, Zur Stellung des Armenischen innerhalb der indogermanischen Sprachen, Viena (Habilitació, en alemany)
- 1960, Die Stellung des Armenischen im Kreise der Indogermanischen Sprachen, Viena (en alemany)
- 1965, Palatalisierung und Labialisierung, IF 70, 276–315. (en alemany)
- 1974, Zur Stellung der lateinischen Sprache, ISBN 3700100426. (en alemany)
- 1980, Einführung in die Balkanlinguistik mit besonderer Berücksichtigung des Substrats und des Balkanlateinischen, ISBN 3534076257. (en alemany)
- 1997, amb G. Deeters i V. Inglisian: Armenisch und Kaukasische Sprachen, ISBN 9004008624. (en alemany)